# Aelurillus cognatus
Aelurillus cognatus là một loài nhện trong họ Salticidae.
Loài này thuộc chi Aelurillus. Aelurillus cognatus được Octavius Pickard-Cambridge miêu tả năm 1872.